# Шляк би трафив!
Шляк би трафив![джерело?] (англ. No Thanks!) — карткова гра для трьох до семи гравців, розроблена Торстеном Гіммлером. Спочатку гра була випущена під назвою Geschenkt! (Подарунок!) німецьким видавництвом Amigo Spiele у 2004 році, а згодом перекладена англійською мовою видавництвом Z-Man Games. В Україні гра локалізована видавництвом Ігромаг та називається Шл#к би трафив![джерело?].

## Ігровий процес
У грі використовуються карти від 3 до 35, причому дев'ять карт обираються випадковим чином і видаляються з колоди, після чого колода перемішується. Якщо в грі бере участь від 3 до 5 гравців, кожен гравець починає з 11 фішками; якщо 6 гравців — кожен отримує по 9 фішок; а якщо 7 гравців — по 7 фішок. За бажанням, гравці можуть приховувати свої фішки від інших гравців. Перший гравець перевертає верхню карту та вирішує, взяти її (що принесе йому очки відповідно до значення карти) або передати карту, заплативши одну фішку (поклавши її на карту) і сказавши: «Шляк би трафив! або Ні, дякую!». Гра продовжується за годинниковою стрілкою, доки хтось не забере карту разом з усіма накопиченими на ній фішками. Той самий гравець потім перевертає наступну карту, також вирішуючи, взяти чи передати її, і так гра триває, доки не буде забрано всі карти.
Наприкінці гри гравці підраховують очки за картами відповідно до їхнього значення, але карти, що йдуть підряд, рахуються як одна карта з найнижчим значенням (наприклад, ряд із карт 30, 29, 28, 27 коштує 27 очок). Фішки приносять по одному негативному очку кожна. Гравець (гравці) з найменшою кількістю очок перемагає.

## Визнання
Шляк би трафив! (No Thanks!) була номінована у 2005 році на премію Spiel des Jahres (Гра року) в Німеччині.